# 김포초등학교
김포초등학교(金浦初等學校)는 대한민국 경기도 김포시 북변동에 있는 공립 초등학교로, 이 학교는 조선 시대 말기였던 1897년 9월 8일에 경기김포공립소학교로 첫 개교하였다.

## 학교 연혁
| 1897년 | 9월 8일   | 김포공립소학교로 개교                    |
| 1907년 | 9월 7일   | 김포공립보통학교로 개편(군수 조동선)     |
| 1911년 | 3월 20일  | 제1회 졸업식                             |
| 1938년 | 4월 1일   | 김포동공립심상소학교로 개명              |
| 1941년 | 4월 1일   | 김포동공립국민학교로 개명                |
| 1945년 | 10월 15일 | 김포국민학교로 개명                      |
| 1980년 | 3월 7일   | 병설유치원 개원 1학급 인가               |
| 1996년 | 3월 1일   | 김포초등학교로 개명                      |
| 2004년 | 3월 1일   | 김포유치원(단설) 분리                    |
| 2007년 | 9월 1일   | 100주년 기념행사 실시                    |
| 2017년 | 2월 16일  | 제104회 졸업장 수여식(79명, 총 20,139명) |
| 2017년 | 3월 1일   | 제27대 박순철 교장 취임                  |
| 2017년 | 3월 6일   | 18학급 편성(특수 1학급 포함)             |

## 참고 자료
- 김포초등학교 - 한국교육학술정보원 학교알리미